# القوات المسلحة لإمارة أفغانستان الإسلامية
القوات المسلحة الأفغانية أو القوات المسلحة لإمارة أفغانستان الإسلامية أو الجيش الإسلامي الأفغاني (بالبشتوية: د أفغانستان د اسلامي امارت وسله وال ځواکونه)، هي الجيش النظامي لإمارة أفغانستان الإسلامية تحت حكم حركة طالبان تم إنشاؤه في عام 1997 إبان حكومة طالبان الأولى وأعيد تشكيله في 8 نوفمبر 2021 بعد استعادة الحكم في أفغانستان، بحسب وزارة الدفاع الأفغانية. ويبلغ إجمالي قوتها العاملة 170.000.

## الفروع والقيادة

### الجيش
تم تدشين الجيش التابع لحركة طالبان الإسلامية في 8 نوفمبر 2021 باسم جيش إمارة أفغانستان الإسلامية، والذي يُشار إليه أيضًا باسم الجيش الوطني الإسلامي وجيش الإمارة الإسلامية والجيش الأفغاني. يعتمد الجيش نفسه بشكل كبير على المعدات التي تم الاستيلاء عليها من الجيش الوطني الأفغاني المهزوم. سقطت حوالي 2000 مركبة في أيدي طالبان بعد سقوط كابول، بما في ذلك هامفي وM1117 Guardian وMaxxPro MRAP وOshkosh ATV. من حيث معدات المشاة، تشمل العناصر التي تم الاستيلاء عليها بندقية M4 وبندقية M16 ونظارات الرؤية الليلية وبدلات الدروع الواقية للجسم ومعدات الاتصالات وقاذفات القنابل اليدوية المحمولة على الكتف. يُقال إن هذه الأسلحة النارية المصنوعة في الولايات المتحدة تحل محل بنادق AK-47 وAK-74 الروسية الصنع التي يحملها معظم مقاتلي طالبان.

### القيادة
أمير إمارة أفغانستان الإسلامية الملا هبة الله آخند زاده هو القائد الأعلى للجيش الإسلامي الأفغاني ووزير الدفاع هو الملا محمد يعقوب مجاهد بينما منصب قائد الجيش (رئيس الأركان) يشغله قاري فصيح الدين فطرت.

### الفروع
منذ إعادة تشكيل الجيش الإسلامي الأفغاني في 8 نوفمبر عام 2021، تم تقسيم الجيش لـ 8 فيالق تحل محل الفيالق السابقة للجيش الوطني الأفغاني السابق، وهي:
| الشعار/الرمز | +فيلق الجيش                 | فيلق       | الإسم السابق                                                                              | القادة                                                                     | المرجع (ق) |
| ------------ | --------------------------- | ---------- | ----------------------------------------------------------------------------------------- | -------------------------------------------------------------------------- | ---------- |
|              | فيلق كابول (مركزي)          | فيلق 201   | قاري باريال (رئيس الأركان) حمد الله (القائد) مولوي نصرت (نائب القائد)                     | [ 7 ]                                                                      |            |
|              | فيلق لغمان (خالد بن الوليد) | فيلق 201   | عبد الرحمن منصور (رئيس الأركان) ابو دجانة (القائد) ابراهيم (نائب القائد)                  | [ 7 ]                                                                      |            |
|              | فيلق المنصوري 203           | غرديز      | الفيلق 203                                                                                | أحمد الله مبارك (رئيس الأركان) محمد أيوب (القائد) روح الأمين (نائب القائد) | [ 8 ]      |
|              | فيلق باكتيا                 | 203 الفيلق | أحمد الله مبارك (رئيس الأركان) محمد أيوب (القائد) روهول أمين (نائب القائد)                | [ 7 ]                                                                      |            |
|              | فيلق قندهار (البدر)         | الفيلق 205 | حزب الله أفغاني (رئيس الأركان) مهر الله حمد (القائد) والي جان حمزة (نائب القائد)          | [ 7 ]                                                                      |            |
|              | فيلق هرات (الفاروق)         | الفيلق 207 | محمد ظريف مظفر (القائد) عبد الشكور باريالي (نائب القائد) عبد الرحمن حقاني (نائب القائد)   | [ 7 ]                                                                      |            |
|              | فيلق مزار الشريف (الفتح)    | فيلق 209   | عبد الرزاق فيض الله (رئيس الأركان) عطاء الله عمري (القائد) مولفي أمان الدين (نائب القائد) | [ 7 ]                                                                      |            |
|              | فيلق هلمند (عزام)           | الفيلق 215 | محمد خان دواات (رئيس الأركان) شرف الدين تقي (القائد) محب الله نصرت (نائب القائد)          | [ 7 ]                                                                      |            |
|              | فيلق قندوز (العمري)         | الفيلق 217 | محمد شفيق (رئيس الأركان) رحمة الله محمد (القائد) محمد إسماعيل تركمان (نائب القائد)        | [ 7 ]                                                                      |            |

يحتفظ الجيش الإسلامي الأفغاني أيضًا بالعديد من وحدات القوات الخاصة، والعديد منها له علاقات وثيقة بشبكة حقاني ويتم تدريبها من قبلها، وهي:
| وحدة           | نوع           | دور                                   |
| -------------- | ------------- | ------------------------------------- |
| كتيبة بدري 313 | القوات الخاصة | حرب المدن، الانتحاريون، الأمن الوقائي |
| الوحدة الحمراء | القوات الخاصة | عمليات خاصة                           |
| عسكر المنشوري  | حرس الحدود    | مفجرون انتحاريون                      |

### القوات الجوية
أنشأت حركة طالبان وأدارت قوة جوية صغيرة في الفترة من عام 1996 إلى عام 2001. وفي أواخر عام 2001 كانت عملية رياح الهلال هي السلسلة الأولية من الضربات الجوية الأمريكية على أفغانستان. وشملت الأهداف الأمريكية الأولية عقد القيادة والتحكم والدفاعات الجوية، فضلاً عن القوات الجوية المتواضعة، مع استهداف مطارات كابول وهرات وقندهار وزرنج ومزار شريف. ويعتقد أن حركة طالبان لديها 40 طيارًا قادرين على نقل حوالي 50 طائرة ميكويان-جوريفيتش ميج-21 (ASCC "Fishbed") وطائرات سوخوي سو-22 (ASCC " Fitter ") في الجو، على الرغم من وجود مخاوف أقل بشأن هذه الطائرات باعتبارها طائرات اعتراضية تقليدية حيث كان هناك مخاوف بشأن تحميلها بالمتفجرات في النهاية واستخدامها لتفجير المعسكرات الأمريكية انتحاريًا.
بعد إعادة تأسيس إمارة أفغانستان الإسلامية وسقوط كابول خلال هجوم طالبان عام 2021، أنشأت طالبان القوات الجوية لإمارة أفغانستان الإسلامية. وقد أُشير إليها أيضًا باسم القوات الجوية للإمارة الإسلامية والقوات الجوية الأفغانية. استحوذت القوات الجوية على طائرات بلاك هوك UH-60 وطائرات Mil Mi-24 (معظمها بدون محركات) وطائرات Mil Mi-8 / Mil Mi-17 وطائرات A-29 Super Tucanos وطائرات Cessna 208 وطائرات C-130 Hercules.